# Melkmeisje (bouwkunde)

aanzicht melkmeisje

Een melkmeisje of schouderkozijn is een bouwkundige benaming voor een kozijntype waarbij een deurkozijn aan weerszijden geflankeerd wordt door een raamopening of zijlicht. Onder deze zijlichten bevindt zich een borstwering zodat het beeld, van een melkmeisje dat twee emmers draagt, ontstaat.
Melkmeisjes werden vaak toegepast in de architectuur van de jaren '30, zoals de Delftse School.